# Sukladnost (geometrija)
Sukladnost (kongruencija) je istovremena sličnost i jednakost tj. podudarnost geometrijskih likova. 
U geometriji, dva objekta su sukladna ako postoji izometrija koja jedan preslikava u drugi. Drugim riječima, objekti su sukladni ako su istog oblika i veličine, ali na različitim položajima.

### Sukladnost trokuta
Za sukladnost dva pravokutna trokuta, jasno je da su oni sukladni u jednom elementu - pravome kutu.
Promatrajući općenito, za bilo koja dva trokuta možemo reći da su sukladna ako se podudaraju u sve tri stranice i sva tri kuta.
Često želimo olakšati način provjere sukladnosti, pa koristimo jedan od sljedećih teorema (poučaka):
- S-S-S (stranica-stranica-stranica): Dva su trokuta sukladna ako su im sve tri odgovarajuće stranice sukladne.
- K-S-K (kut-stranica-kut): Dva su trokuta sukladna ako su im sukladni jedna stranica i dva priležeća kuta uz tu stranicu.
- S-K-S (stranica-kut-stranica): Dva su trokuta sukladna ako su im sukladne dvije odgovarajuće stranice i kut između te dvije stranice.
- S-S-K (stranica-stranica-kut): Dva su trokuta sukladna ako su im sukladne dvije odgovarajuće stranice i kut koji leži nasuprot većoj stranici.

Sukladnost nekih dvaju trokuta ABC i DEF zapisujemo ovako:
{\displaystyle \triangle \mathrm {ABC} \cong \triangle \mathrm {DEF} }

### Sukladnost nekih pravilnih četverokuta
- Dva su paralelograma sukladna ako su sukladni u dvije susjedne stranice i jednom kutu.
- Dva su pravokutnika sukladna ako su sukladni u dvije susjedne stranice.
- Dva su romba sukladna ako su sukladni u jednoj stranici i jednom kutu.
- Dva su kvadrata sukladna ako su im sukladne stranice.